# Wannanosaurus
Wannanosaurus var ett släkte dinosaurier som tillhörde gruppen pachycephalosaurier. Den levde i Asien (Kina) under krita för 70 till 66 miljoner år sedan.
Exemplaren hade antagligen växter som föda.
Exemplaren hade ungefär samma storlek som en huskatt och de var så påfallande små. Deras kranium var avplattad.